# Phaeoglossum
Phaeoglossum is een monotypisch geslacht van schimmels behorend tot de familie Geoglossaceae. Het bevat bevat alleen Phaeoglossum zeylanicum.